# Ilulissat
Ilulissat ([iluˈlisːatˢʰ] según la antigua ortografía Ilulíssat) o Jacobshavn es la tercera ciudad más grande de Groenlandia, después de Nuuk y Sisimiut y también la cabecera del municipio homónimo (Ilulissat Kommuniat). El pueblo está en la costa occidental de Groenlandia, en la bahía de Disko, cerca de 350 kilómetros al norte del círculo polar ártico. La ciudad tiene tantos perros para tirar trineo como personas.
Illulisat también es conocido extensamente por su nombre danés de Jacobshavn («puerto de Jacob»). En la traducción directa Ilulissat es la palabra groenlandesa para "Icebergs". Ilulissat es uno de los más populares destinos turísticos de Groenlandia por motivo de su proximidad al pintoresco Ilulissat Icefjord (fiordo de Ilulissat), y el turismo es ahora la industria principal del pueblo. Ilulissat fue el lugar de nacimiento del célebre explorador polar Knud Rasmussen y su niñez en casa en el centro del asentamiento es ahora un museo dedicado a él.

## Historia
Los asentamientos inuits han existido en el área del fiordo (declarado Patrimonio de la Humanidad por la Unesco en 2004) durante por lo menos tres mil años. El asentamiento abandonado de Sermermiut dos kilómetros al sur del pueblo moderno de Ilulissat estuvo una vez entre los asentamientos más grandes en Groenlandia con alrededor de 250 habitantes. El pueblo moderno fue fundado en 1741 por el misionero danés Poul Egede y por el comerciante Jacob Severin quien estableció un alojamiento de comercio en el área.

### Declaración de Ilulissat
En la ciudad tuvo lugar la Conferencia del Océano Ártico en mayo de 2008. La reunión conjunta entre Canadá, Dinamarca, Noruega, Rusia y los Estados Unidos se llevó a cabo para discutir cuestiones clave relacionadas con los reclamos territoriales en el Ártico (particularmente la isla Hans - solucionado en 2022 - y Arktika 2007) y la contracción del Ártico producida por el cambio climático.
La conferencia emitió la Declaración de Ilulissat. La misma declaró que el derecho del mar preveía importantes derechos y obligaciones en relación con la delimitación de los límites exteriores de la plataforma continental, la protección del medio marino (incluidas las zonas cubiertas de hielo), la libertad de navegación, la investigación científica marina y otros usos del mar. También expresó que sigue comprometido con este marco legal y con la solución ordenada de posibles reclamos superpuestos.
Con este marco legal existente que proporciona una base sólida para la gestión responsable, no había necesidad de desarrollar un nuevo régimen legal internacional integral para gobernar el océano Ártico. Los estados involucrados continuarían los desarrollos dentro del océano Ártico y continuarían implementando medidas apropiadas para promover dichos desarrollos.

## Demografía
| Gráfica de evolución de Ilulissat entre 1980 y 2020 |
|                                                     |
| Fuente: Statistical Greenland.                      |

## Geografía y medio ambiente
El fiordo de hielo de Ilulissat (groenlandés: Ilulissat Kangerlua) al sureste de Ilulissat fue declarado Patrimonio de la Humanidad por la UNESCO en 2004.
Ilulissat tiene un clima de tundra con inviernos largos y fríos y veranos cortos y frescos. Ilulissat es uno de los asentamientos más secos de Groenlandia, y recibe solo 271 mm de precipitación. Ilulissat es también uno de los asentamientos más soleados de Groenlandia, especialmente durante el verano. Curiosamente, marzo es el mes más frío en Ilulissat a pesar de que lugares similares experimentan febrero como el mes más frío del año. Marzo también tiene la temperatura mínima récord de todos los tiempos de -37.8 °C.
| Parámetros climáticos promedio de Ilulissat      | Parámetros climáticos promedio de Ilulissat | Parámetros climáticos promedio de Ilulissat | Parámetros climáticos promedio de Ilulissat | Parámetros climáticos promedio de Ilulissat | Parámetros climáticos promedio de Ilulissat | Parámetros climáticos promedio de Ilulissat | Parámetros climáticos promedio de Ilulissat | Parámetros climáticos promedio de Ilulissat | Parámetros climáticos promedio de Ilulissat | Parámetros climáticos promedio de Ilulissat | Parámetros climáticos promedio de Ilulissat | Parámetros climáticos promedio de Ilulissat | Parámetros climáticos promedio de Ilulissat |
| Mes                                              | Ene.                                        | Feb.                                        | Mar.                                        | Abr.                                        | May.                                        | Jun.                                        | Jul.                                        | Ago.                                        | Sep.                                        | Oct.                                        | Nov.                                        | Dic.                                        | Anual                                       |
| ------------------------------------------------ | ------------------------------------------- | ------------------------------------------- | ------------------------------------------- | ------------------------------------------- | ------------------------------------------- | ------------------------------------------- | ------------------------------------------- | ------------------------------------------- | ------------------------------------------- | ------------------------------------------- | ------------------------------------------- | ------------------------------------------- | ------------------------------------------- |
| Temp. máx. abs. (°C)                             | 15.1                                        | 11.9                                        | 12                                          | 12.7                                        | 17.2                                        | 21.1                                        | 21.9                                        | 20.6                                        | 20.2                                        | 19.4                                        | 15.3                                        | 12.2                                        | 21.9                                        |
| Temp. máx. media (°C)                            | -11                                         | -13.6                                       | -12.8                                       | -5.3                                        | 2                                           | 7.8                                         | 10.8                                        | 9.4                                         | 5.2                                         | -1                                          | -5.2                                        | -7.9                                        | -1.8                                        |
| Temp. media (°C)                                 | -14.3                                       | -17                                         | -16.7                                       | -9.1                                        | -0.8                                        | 5                                           | 7.9                                         | 6.6                                         | 2.6                                         | -3.6                                        | -8                                          | -11                                         | -4.9                                        |
| Temp. mín. media (°C)                            | -17.6                                       | -20.5                                       | -20.6                                       | -12.9                                       | -3.6                                        | 2.3                                         | 5                                           | 3.8                                         | -0.1                                        | -6.2                                        | -10.7                                       | -14.1                                       | -7.9                                        |
| Temp. mín. abs. (°C)                             | -42.7                                       | -43.2                                       | -41.3                                       | -37                                         | -23.3                                       | -9                                          | -2.5                                        | -4.5                                        | -13.1                                       | -21.3                                       | -27.7                                       | -36.5                                       | -43.2                                       |
| Precipitación total (mm)                         | 15.2                                        | 13.2                                        | 17.2                                        | 25.3                                        | 18.8                                        | 28.1                                        | 24.2                                        | 34.3                                        | 33.1                                        | 24.4                                        | 26.3                                        | 20.5                                        | 280.6                                       |
| Fuente: Météo climat stats «Clima de Ilulissat». |                                             |                                             |                                             |                                             |                                             |                                             |                                             |                                             |                                             |                                             |                                             |                                             |                                             |

## Galería

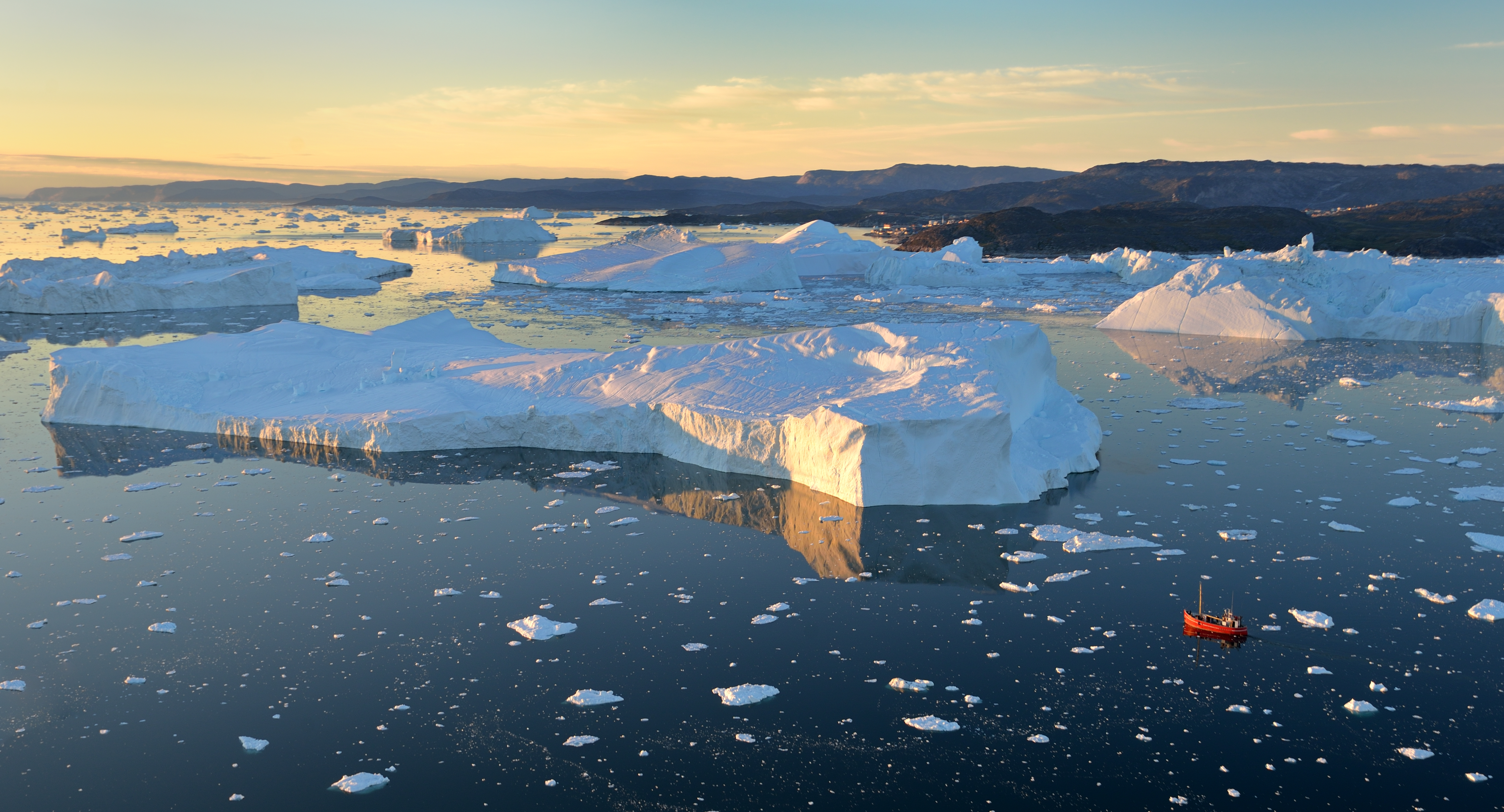
Ilulissat Icefjord
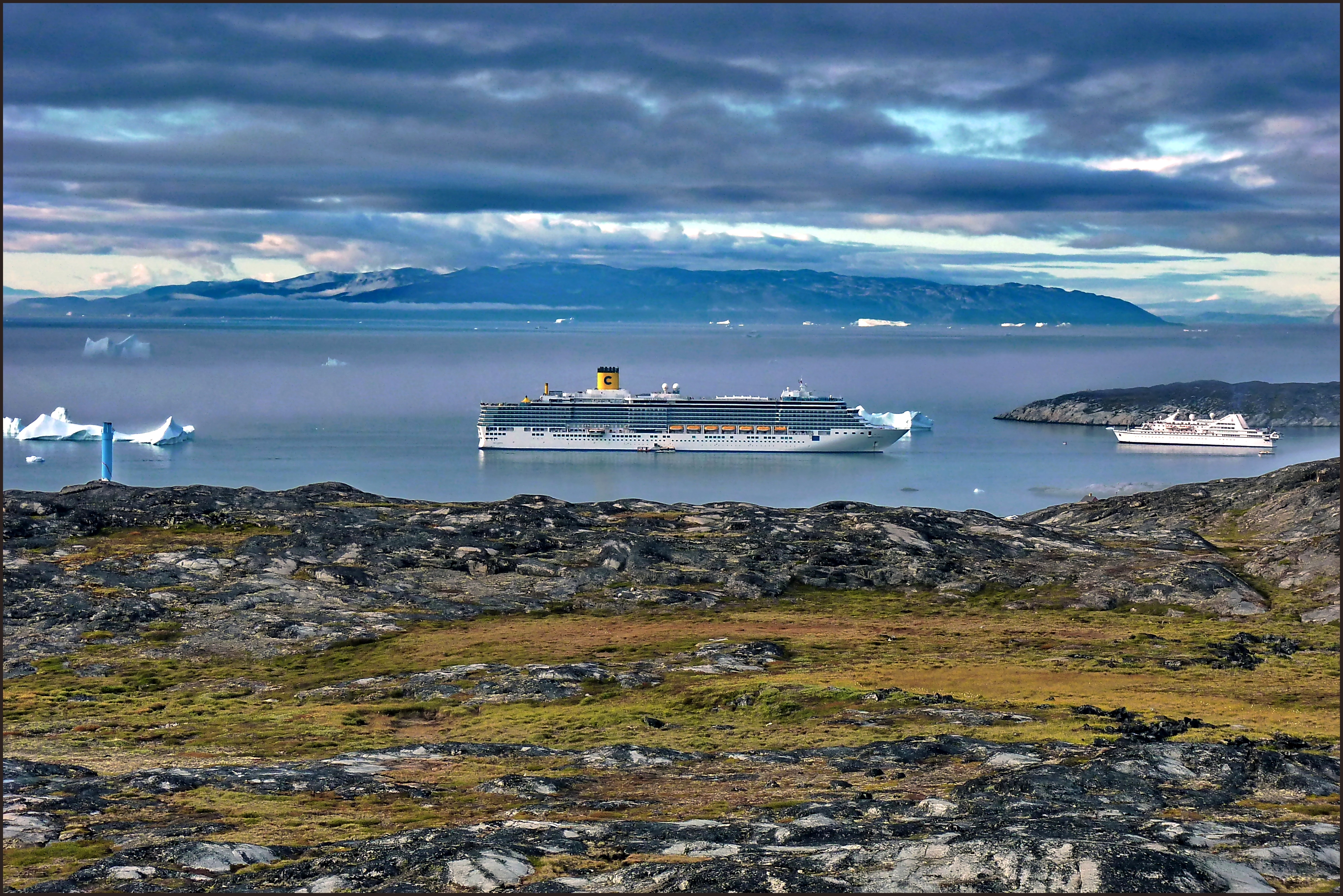
Fjord front Ilulissat
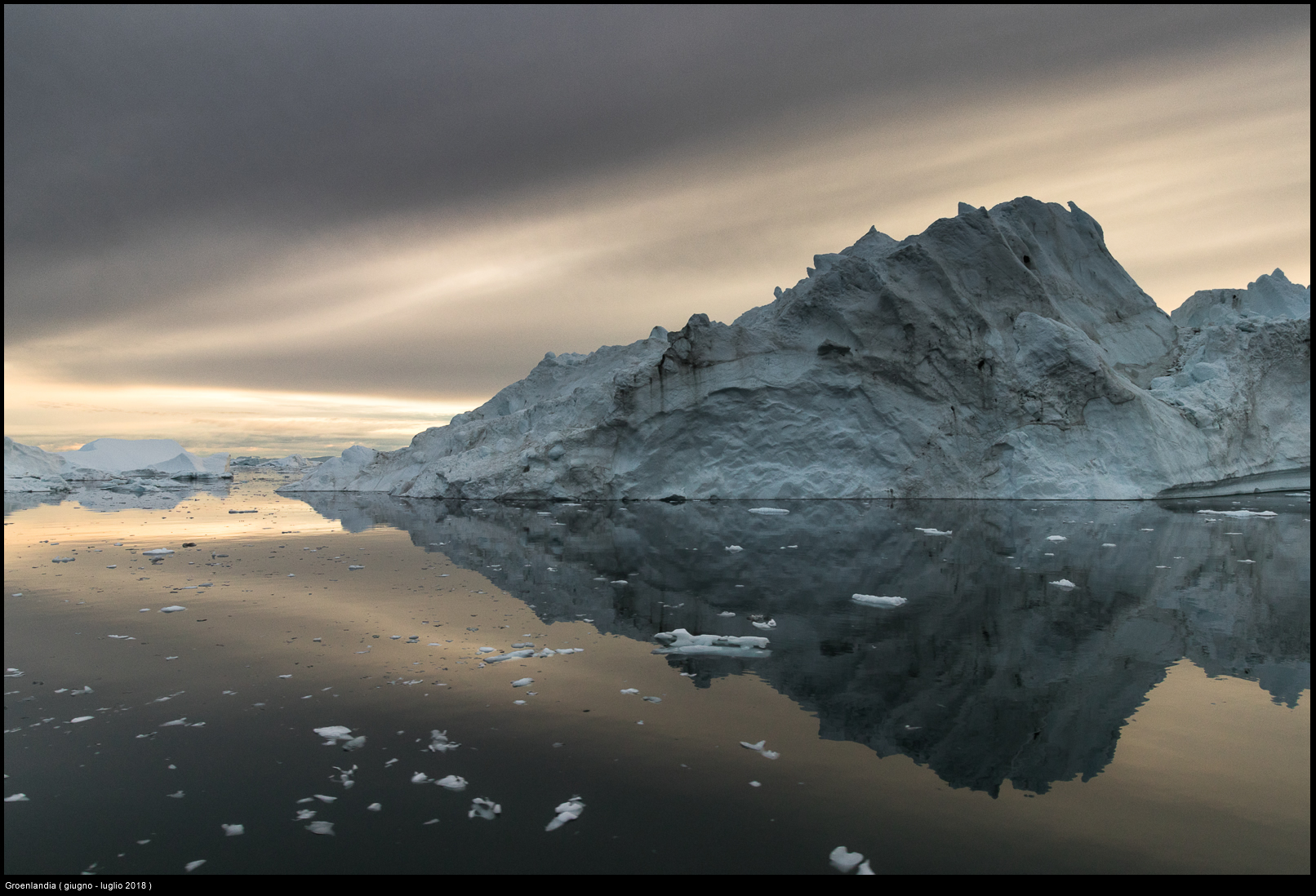
Iceberg nella baia Disko
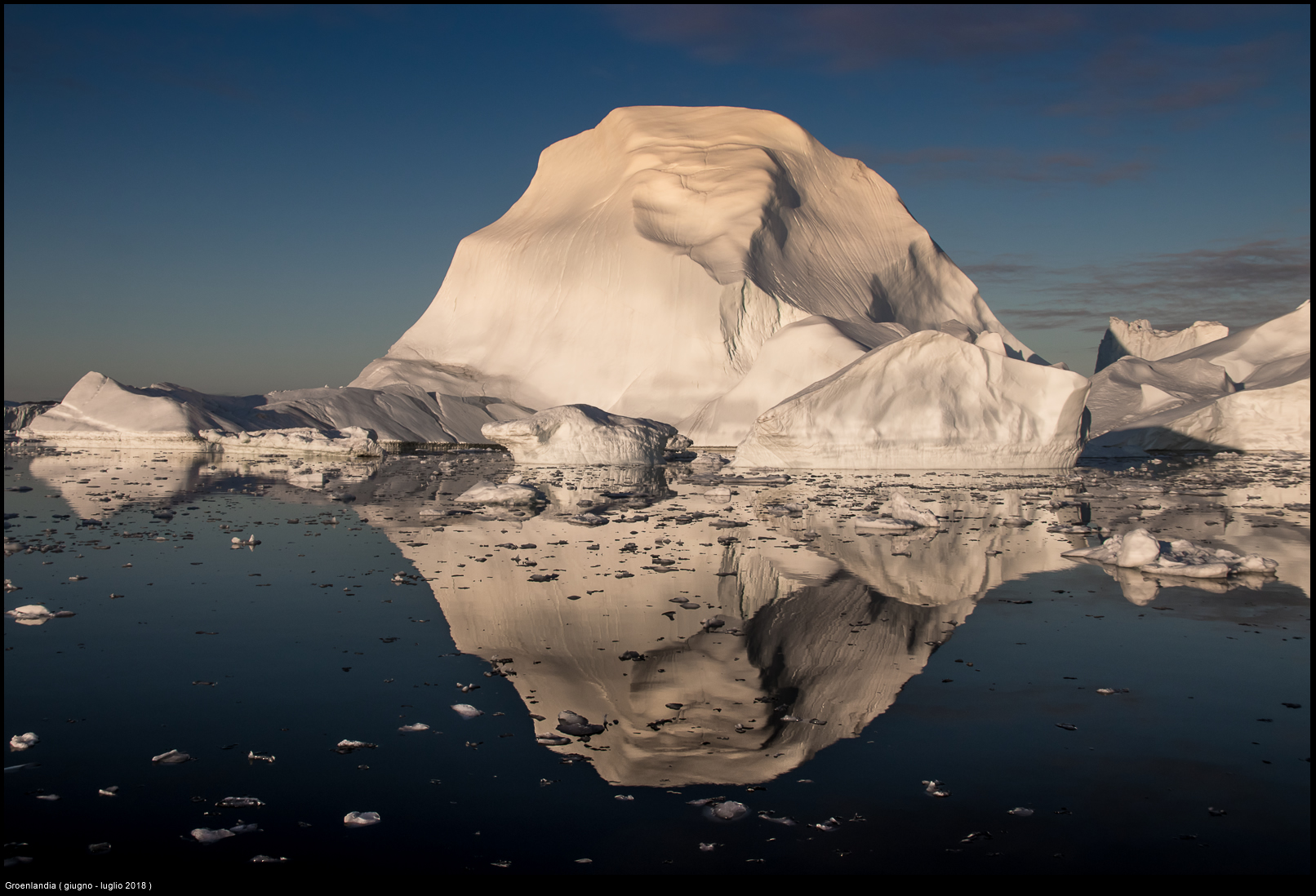
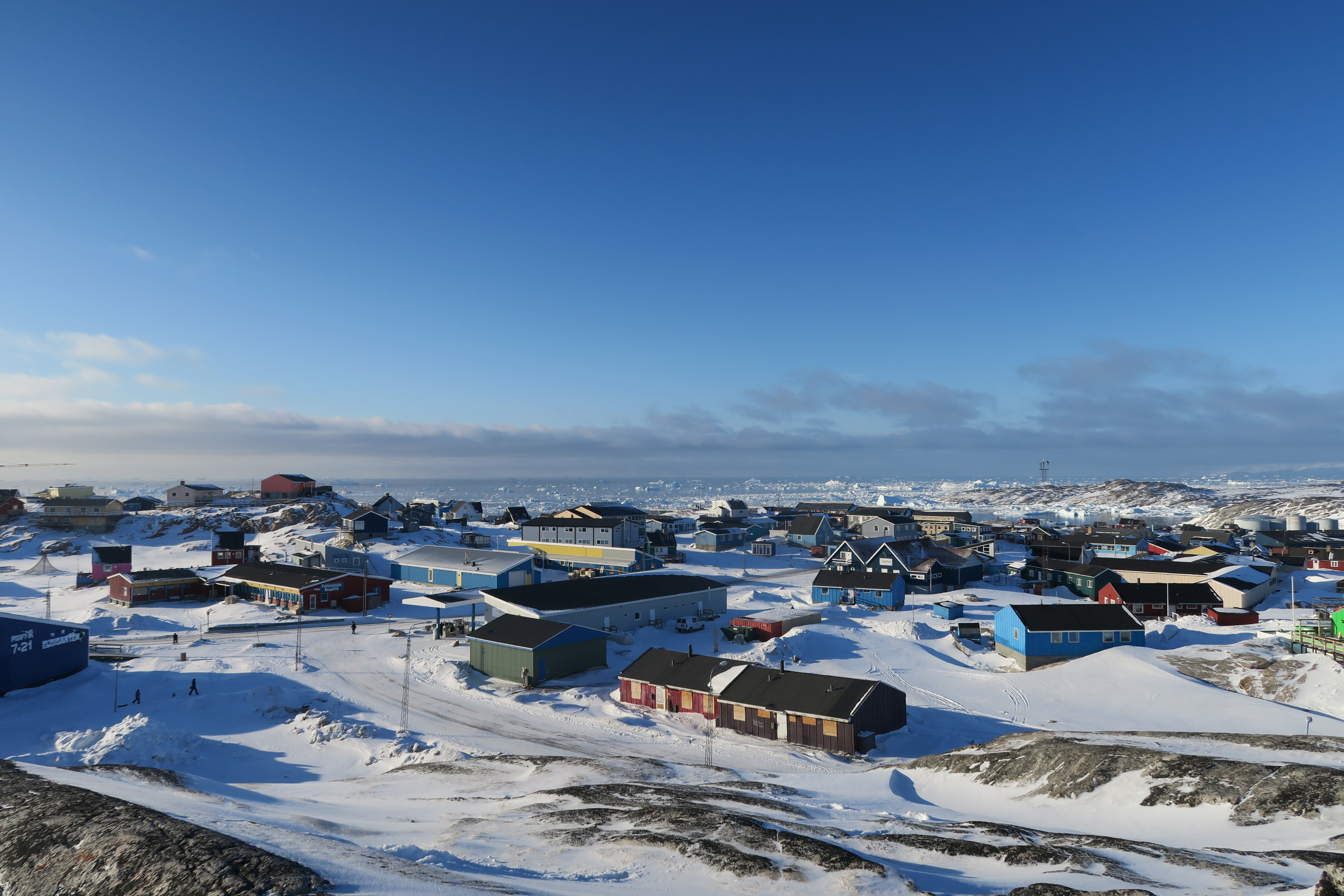
Ilulissat and icebergs